# ベルナール・ピカール
ベルナール・ピカール（Bernard Picart、姓は Picardとも、1673年6月11日 – 1733年5月8日）は、ブルボン朝期のフランス生まれの挿絵画家、版画家である。1723年から1743年の間に出版された全10巻の図鑑、「世界の諸民族の宗教的儀式と習慣（Cérémonies et coûtumes religieuses de tous les peuples représésentés par des figures dessinées par Bernard Picart）」などの図版を描いたことなどで知られている。

## 略歴
パリで版画家のエティエンヌ・ピカール(Étienne Picart: 1632-1721)の息子に生まれた。パリで父親や王立絵画彫刻アカデミーのシャルル・ルブランに学んだ 。1696年にアントウェルペンを訪れた後、1年ほどアムステルダムに滞在して仕事を始めるが、母親の死と父親の病気で1698年にフランスに戻り、父親の工房を引き継いだ。出版者の娘と結婚するが、1708年に妻は亡くなった。1710年にデン・ハーグに移り、1711年にアムステルダムに定住した。プロテスタントに改宗し1712年に裕福な商人の娘とアムステルダムで結婚した。
多くの刊行書籍の挿絵（ロビンソン・クルーソーなど）を描いたことで知られるが、最も有名な作品は、アムステルダムの出版者、ジャン＝フレデリック・ベルナール(Jean-Frédéric Bernard: 1680-1744)によって編集され、出版された「世界の諸民族の宗教的儀式と習慣（Cérémonies et coûtumes religieuses de tous les peuples représésentés par des figures dessinées par Bernard Picart）」全10巻で、1723年から1743年に出版された。アムステルダムで入手できた資料をもとに世界各地の宗教の多様性を描く250点以上の版画が制作されフォリオ版で出版された。
弟子にはヤーコプ・ファン・デル・シュライ(Jacob van der Schley: 1715-1779)がいる。

## 「世界の諸民族の宗教的儀式と習慣」の挿絵

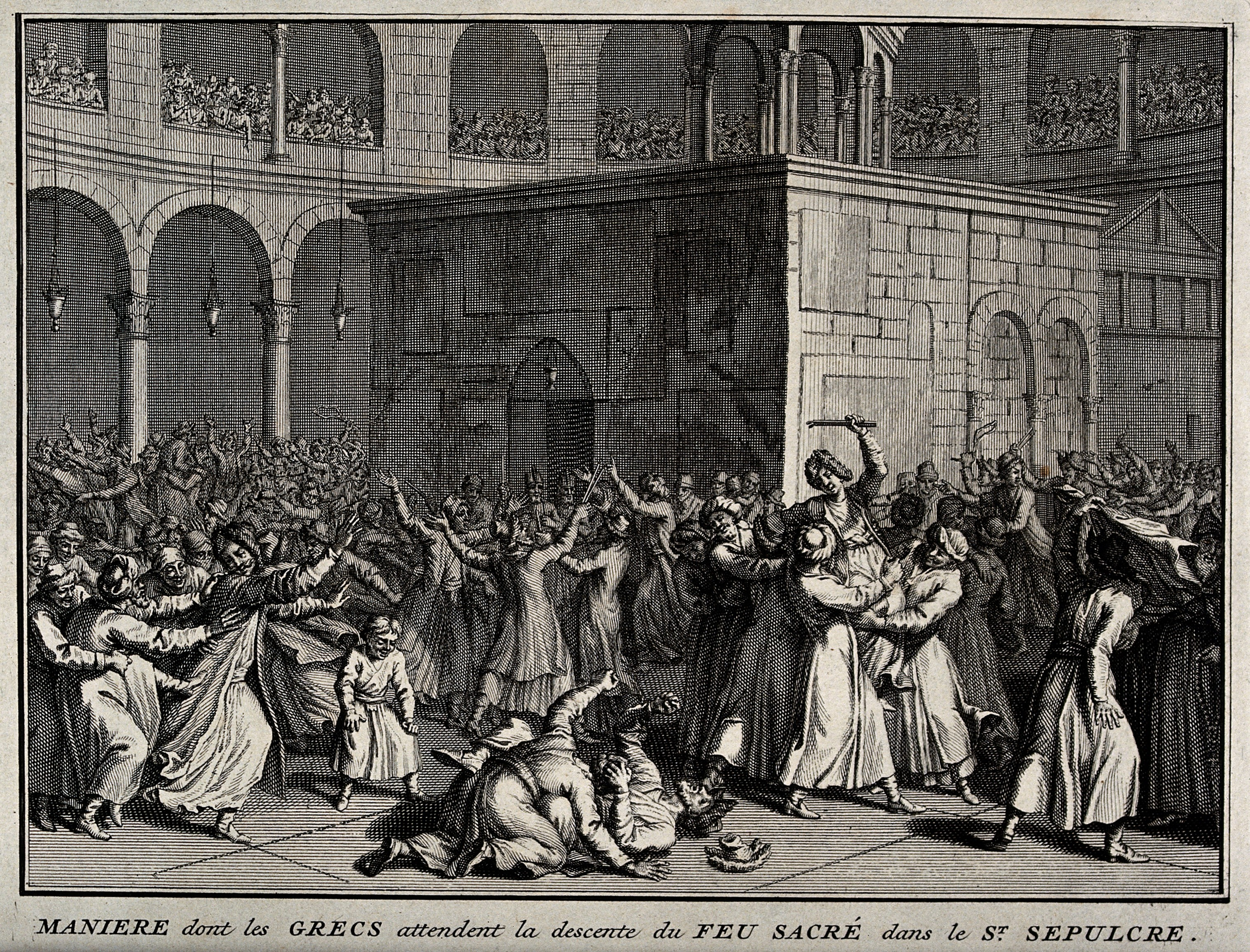
イースターの祭りでよい見物場所を争うエルサレムのギリシャ正教徒
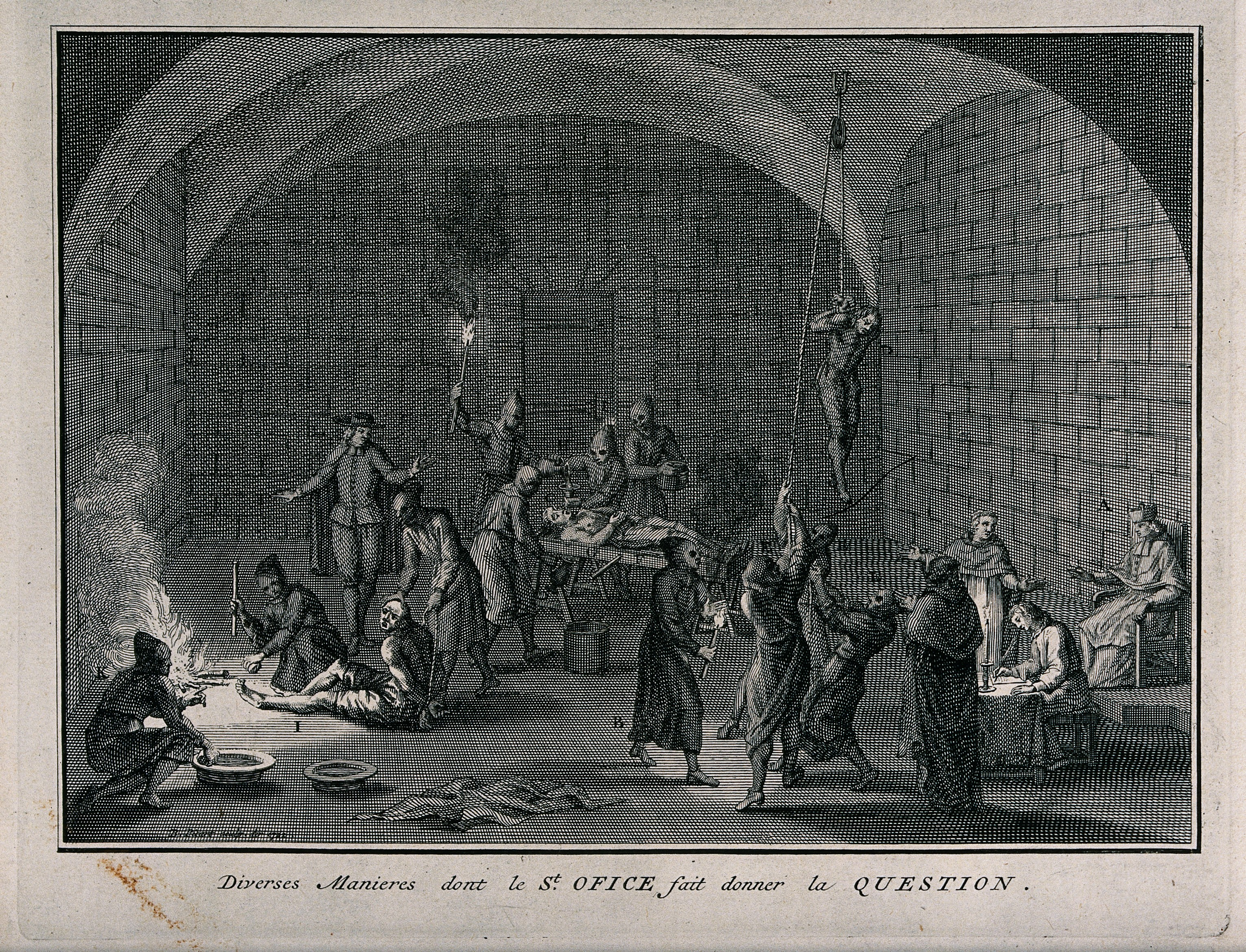
スペインの異端審問
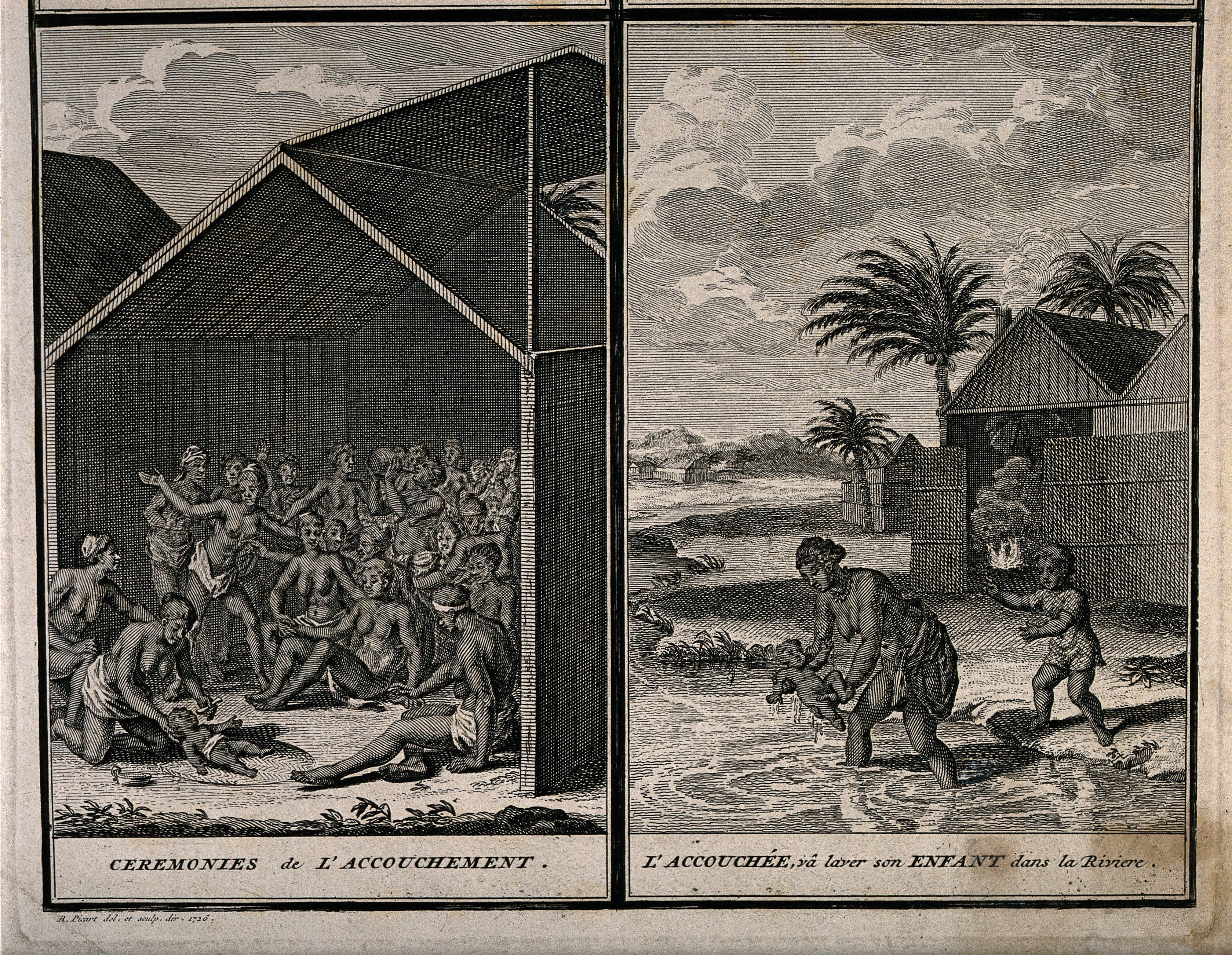
子供の出産の祝いの儀式
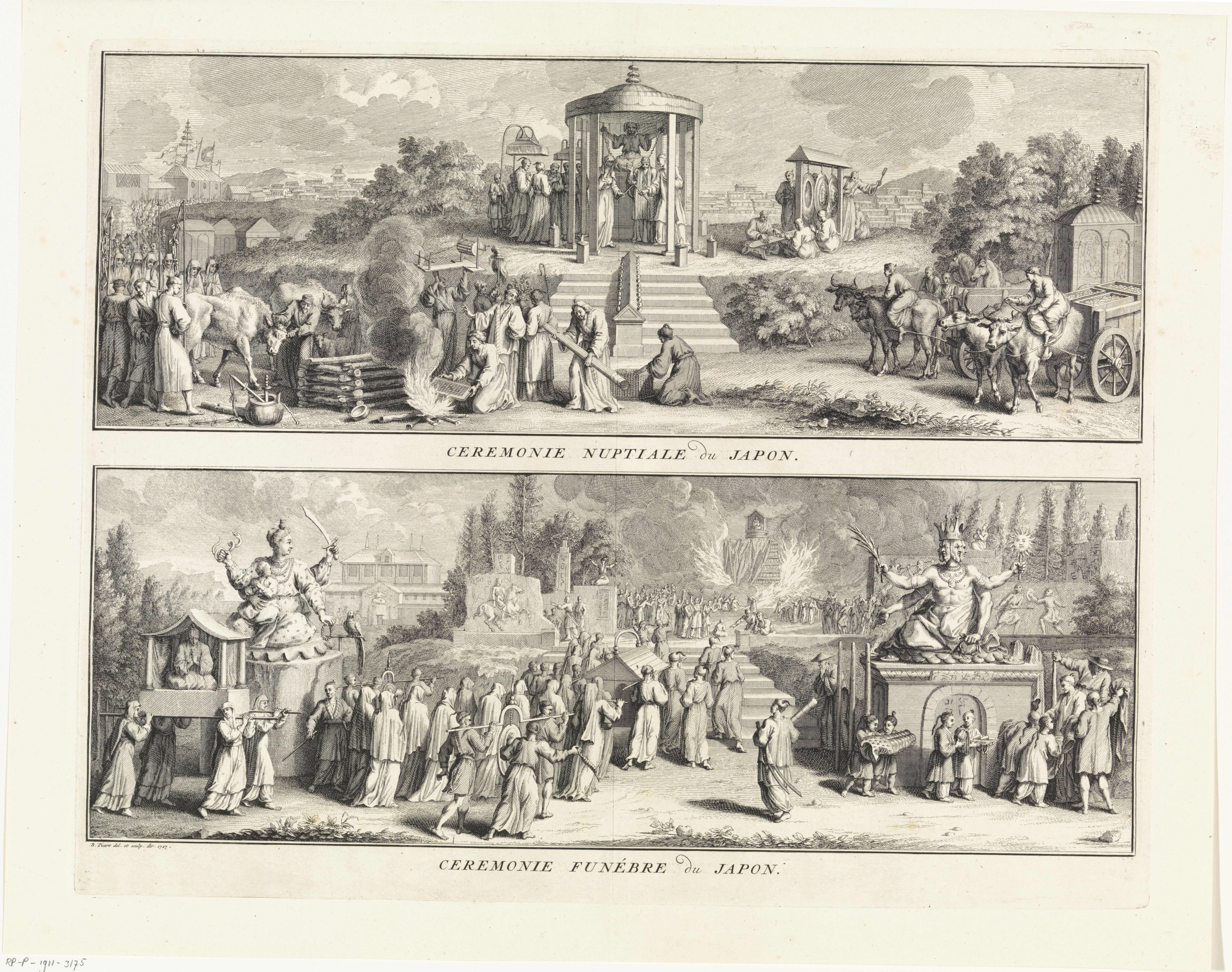
日本の結婚式と葬儀

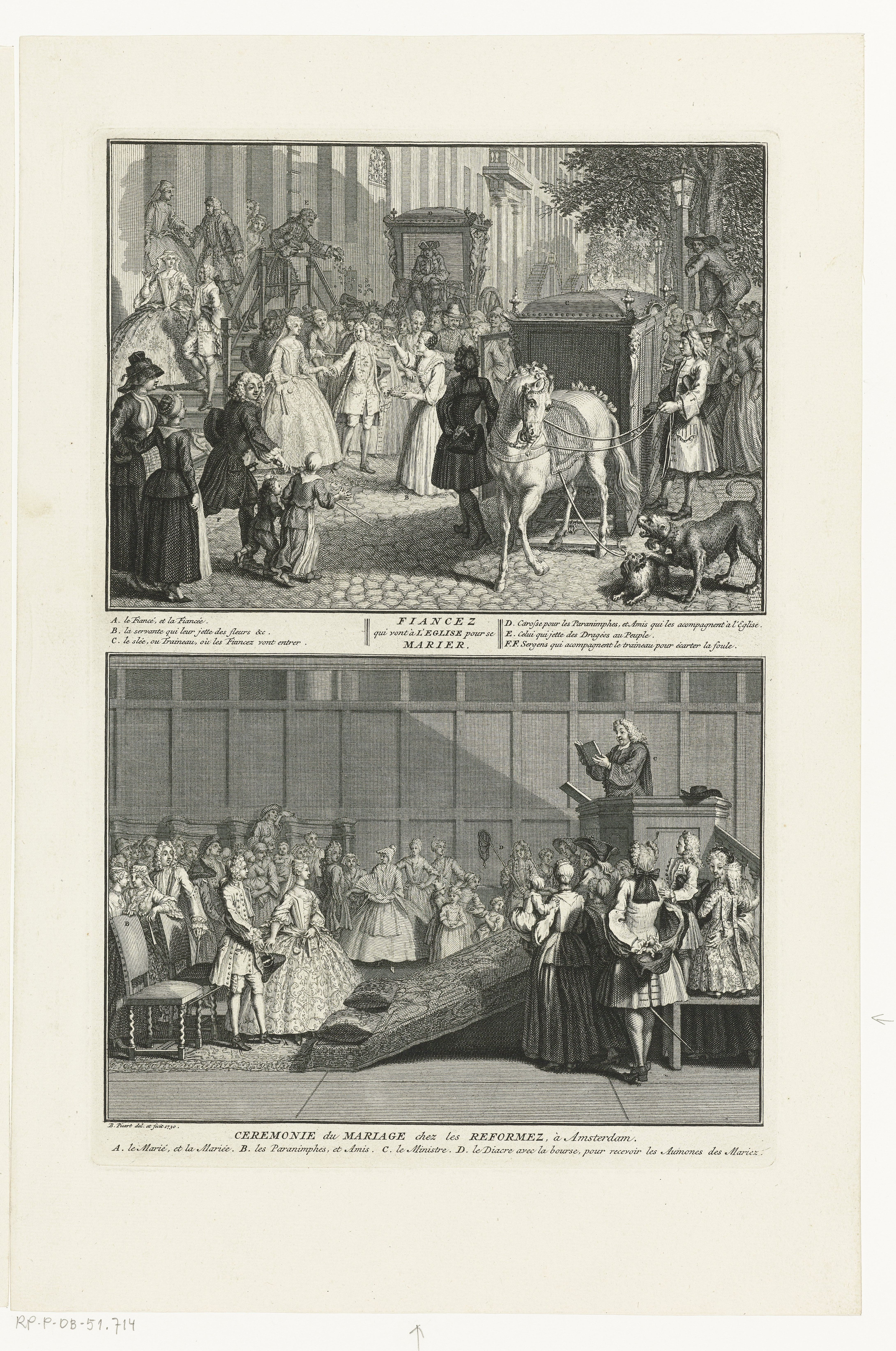
改革派の結婚式
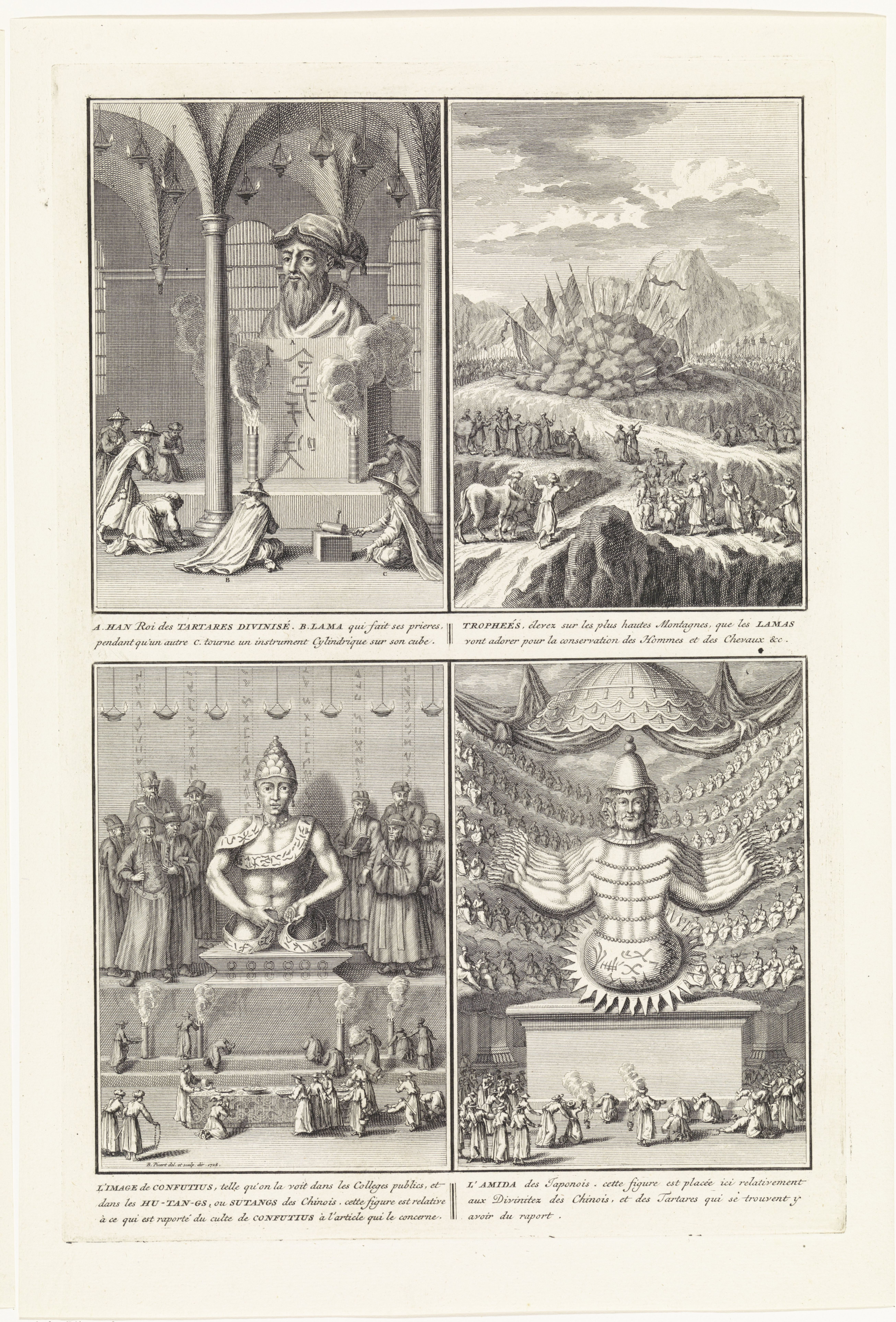
中国と日本の神々と習慣
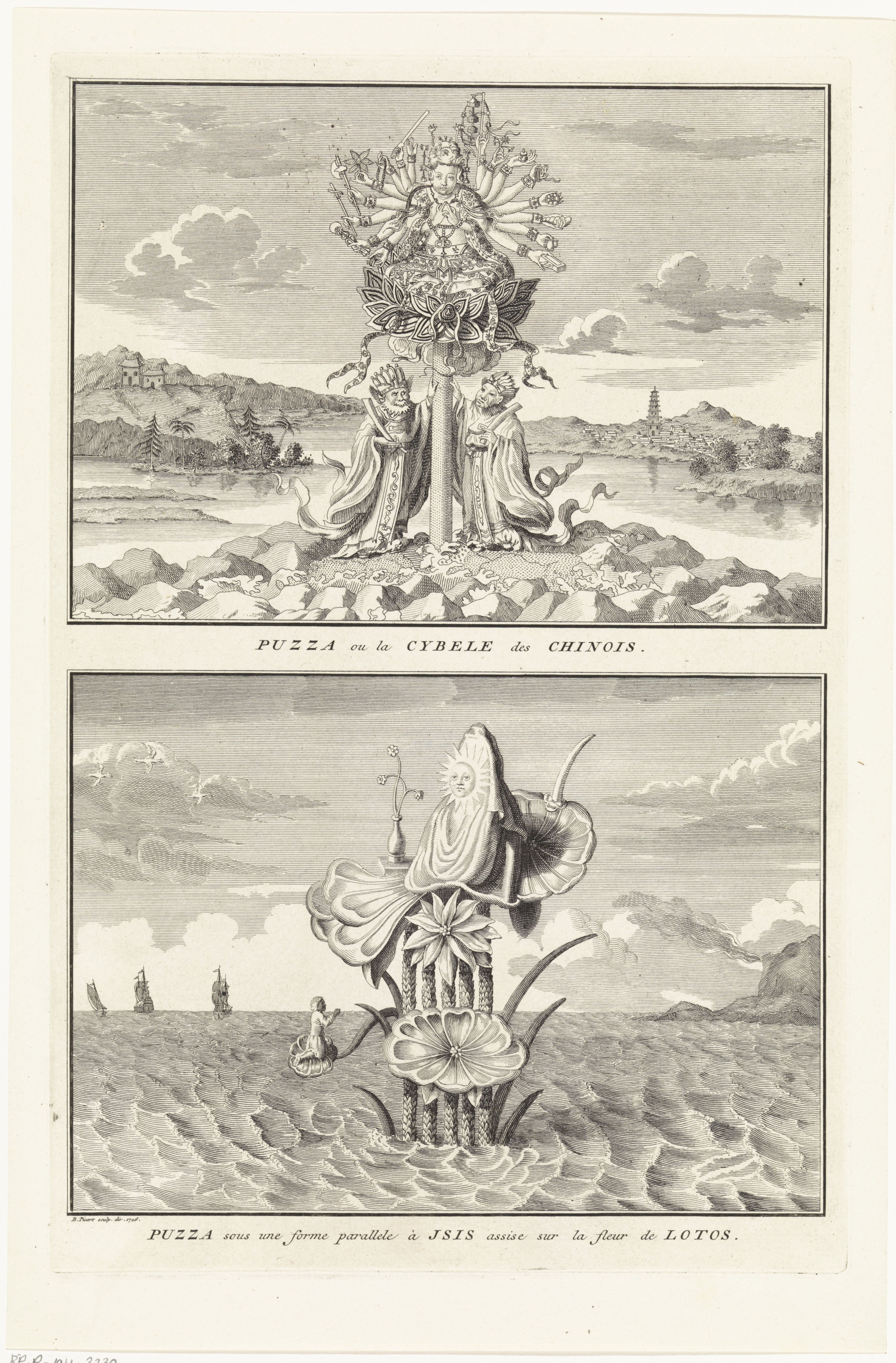
中国の仏像
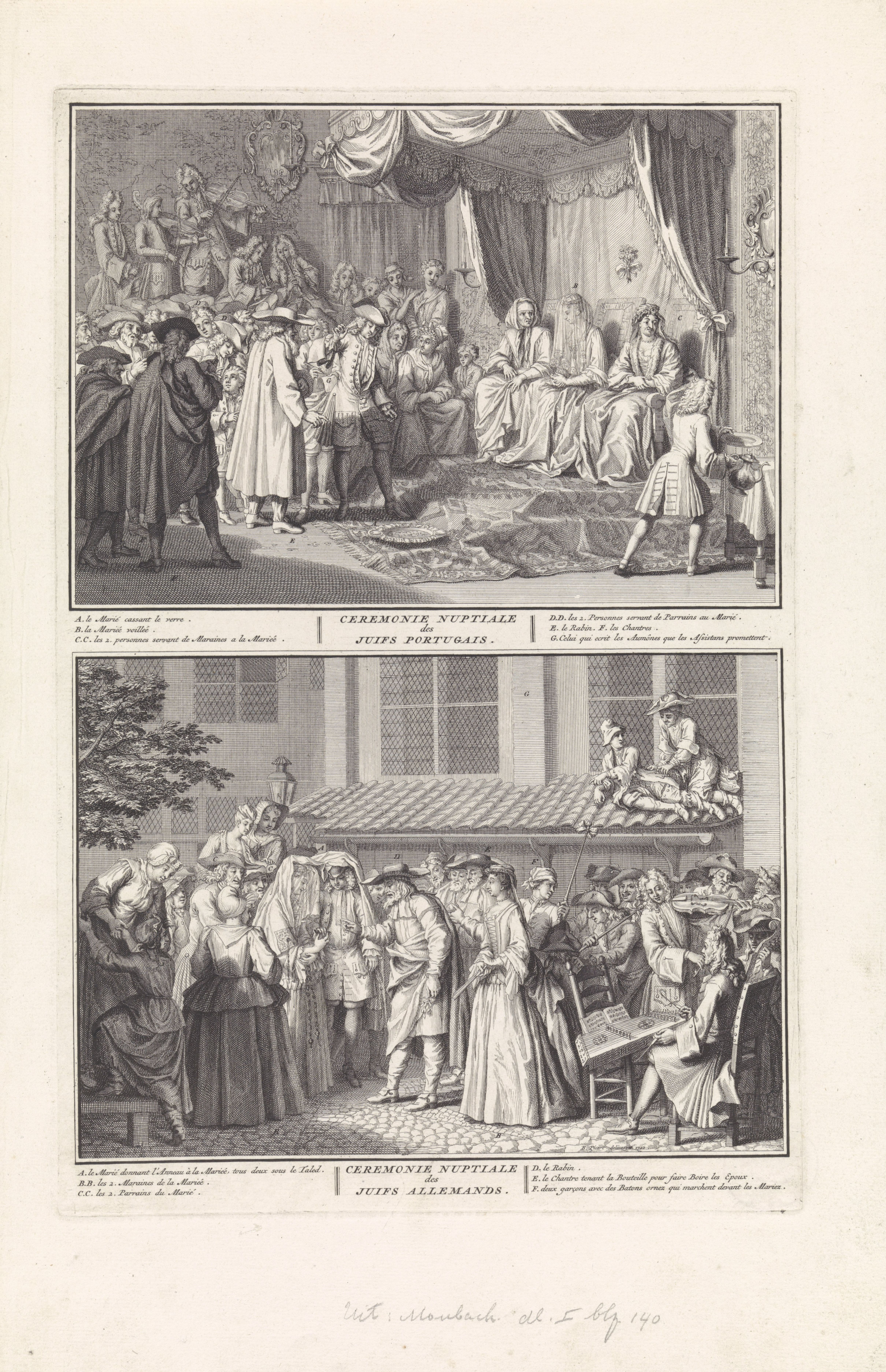
ポルトガルの結婚式
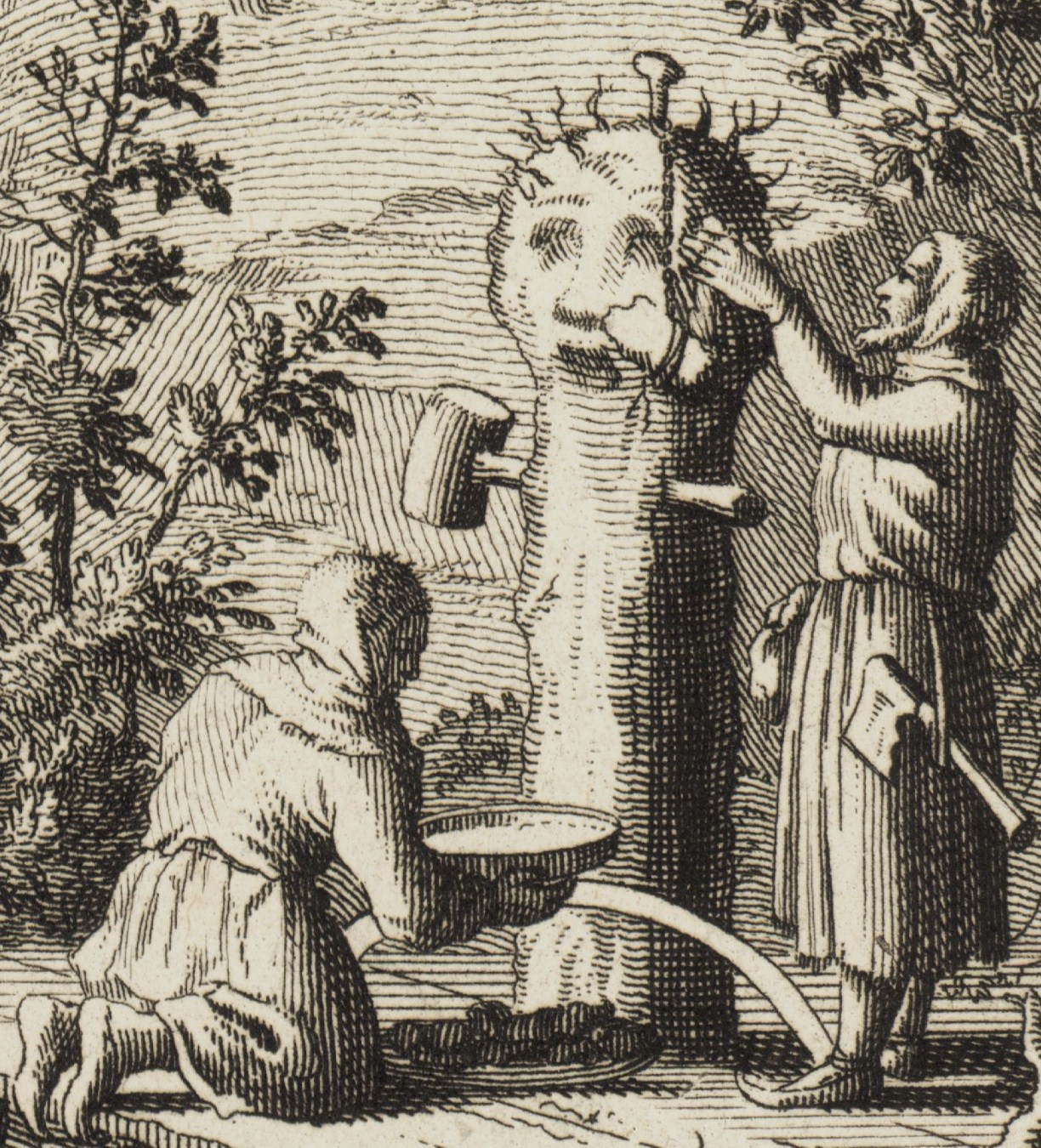
神に捧げものをするサーミ人